# Phytosciara pectinata
Phytosciara pectinata är en tvåvingeart som beskrevs av Yang, Zhang och Yang 1995. Phytosciara pectinata ingår i släktet Phytosciara och familjen sorgmyggor.
Artens utbredningsområde är Zhejiang (Kina). Inga underarter finns listade i Catalogue of Life.